# Lepthyphantes bidentatus
Lepthyphantes bidentatus är en spindelart som beskrevs av Gustavo Hormiga och Ignacio Ribera 1990. Lepthyphantes bidentatus ingår i släktet Lepthyphantes och familjen täckvävarspindlar.
Artens utbredningsområde är Spanien. Inga underarter finns listade i Catalogue of Life.